# غاري كروسمان
غاري كروسمان هو سياسي كندي، ولد في 10 مارس 1955 في ساسكس ‏ في كندا. نشط حزبياً في الحزب التقدمي المحافظ في نيو برونزويك ‏. وقد انتخب عضو الجمعية التشريعية لنيو برونزويك ‏ عن دائرة Hampton-Fundy-St. Martins ‏ خلال فترته النيابية ‏.